# ルッキング採集

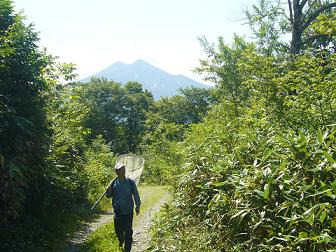
ヒメオオクワガタのルッキング採集

ルッキング採集は昆虫採集の技法の一つである。特定の場所を対象とせずに、採集範囲を散策しながら目視で対象を探す手法であり、他分野の昆虫採集では一般的に見採り法、見つけ採り法と呼ばれるものと同一の技法である。1980年代末期以降のクワガタムシブームにより普及した呼称であることもあり、以下、クワガタムシの採集の場合に限定して解説する。

## 概念
一般にカブトムシやクワガタムシの採集では、採餌場所である樹液の浸出場所や、幼虫の棲みかである朽木などを重点的に探すのが常套手段である。昆虫の飼育本や昆虫図鑑に紹介される採集方法としては、里山の雑木林や離島でのものが多く紹介されているため、夕方から明け方にかけての夜の採集方法が多い。昼間は木の洞の中や樹木の樹皮の下や下草の枯葉の下などに隠れているクワガタムシの種類も多く、樹液採集やトラップ採集も夜を中心に行われている。また最近人気の高い外灯採集やライトトラップ（燈火採集）も夜である。
しかしヒメオオクワガタやルリクワガタなど高山系、あるいは寒冷地系のクワガタムシは、夏の夜間でも気温が低いために夜間活動もするが主としては昼間に活動をする昼行性の特徴がある。また、低地のクワガタムシのように木を傷つけて樹液を出して浸出場所を供給してくれる他の昆虫(ボクトウガの幼虫、スズメバチ等)がいない為に、浸出場所に集わず、自ら木を齧り樹液を浸出させて舐める行動を取る為に採集場所を定めづらい。従ってこれらの種を捕まえるには、木々や葉や新芽などに隠れる昆虫を目で探す必要がある。このような採集方法が、樹液採集や朽木採集と対比させる形でルッキング採集と呼ばれている。
ルッキング採集を一般的に考えると、昆虫網を携えて昆虫を探し回るだけの方法であり、特別な方法ではない。しかしクワガタムシを専門に扱う書籍や出版物では、特定の昆虫の習性に合わせて環境・天候・気温等を考慮した上で行う採集として扱われ、差別化が図られている。

## 方法
- 採集の場所としては標高900mから1800m付近までのブナ林もしくはブナ混合林が中心となる。
- 採集の時期としてはコルリクワガタの場合は、残雪が無くなる5月中旬から6月上旬頃にブナの新芽が出始める時が採集シーズンとなる。ブナの新芽から樹液を舐める。(ブナの新芽採集と言う呼び方もする。)
- ヒメオオクワガタの場合は6月中旬から10月中旬までが採集のシーズンとなる。ヤナギ、カンバ、ハンノキなどを中心にヒメオオクワガタが木を齧り樹液を染み出して舐める。
- これらのクワガタムシは高木にいることも多いので、採集には伸縮できる長いタモ網（3m以上の市販の昆虫採集用のものか磯釣り用のものを改良して作ることが多い）が用いられる。また足蹴りで木などを蹴り落とす採集方法もあるが、これらの種は落下後すぐに隠れてしまうので効率は悪く、タモ網を使う方法が主流になっている。